# Solskinsbarnet
Solskinsbarnet er en amerikansk stumfilm fra 1915 af Phillips Smalley.

## Medvirkende
- Ella Hall som Jewel.
- Rupert Julian som Mr. Evringham.
- Frank Elliott som Lawrence Evringham.
- Hylda Hollis som Mrs. Lawrence Evringham.
- Brownie Brownell som Eliose.